# Ekkehard Hessenbruch
Ekkehard Hessenbruch (* 1957) ist ein deutscher Cellist, Kammermusiker und Pädagoge.

## Werdegang
Hessenbruch hat seit 1976 auf dem Engelberg im Remstal ein Cellozentrum aufgebaut und dort 1980 das Engelberger Cello-Orchester und 1987 die Freie Musikschule Engelberg gegründet. 1995 gründete er die Engelberger KammerCellisten, 2011 im Rahmen der Cello Akademie Rutesheim mit seinem Engelberger  Cello-Team das Cello-Orchester Baden-Württemberg und 2016 unter der Schirmherrschaft des  Kulturratspräsidenten,  Christian Höppner, das Deutsche Cello-Orchester mit 125 Celli.
Von 2007 bis 2020 engagierte sich Ekkehard Hessenbruch im Deutschen Musikrat als Projektbeirat für den Wettbewerb Jugend musiziert und von 2008 bis 2020 war er Vizepräsident des Deutschen Tonkünstlerverbands.
2018 wurde Ekkehard Hessenbruch vom Ministerpräsidenten Baden-Württembergs für seine Verdienste die Staufermedaille verliehen.